# Europejskie Stowarzyszenie Kynologiczne
Europejskie Stowarzyszenie Kynologiczne (Association Cynologique Europeenne – ACE) – międzynarodowa organizacja kynologiczna skupiająca 7 organizacji kynologicznych o zasięgu krajowym, niewchodzących w skład FCI. Założona w 1994 roku przez stowarzyszenia kynologiczne Belgii, Danii, Norwegii i Szwecji – inicjatorem był Pierre Ghislain, prezes belgijskiego klubu kynologicznego – Kynos Club Belge. Zjazd założycielski miał miejsce w Casteau w Belgii, dnia 15 stycznia 1994 roku.
Organizacjami założycielskimi były:
- Kynos Club Belge (Belgia)
- Dansk Racehunden Union (Dania)
- Den Norske HundeClub (Norwegia)
- Svenska Hundklubben (Szwecja)

Celem ACE jest działanie na rzecz psów rasowych, uznawania ras, uprawiania sportu z psami oraz utrzymywania serdecznych i pełnych wzajemnego szacunku stosunków pomiędzy organizacjami członkowskimi. ACE uznaje niektóre rasy nieuznawane przez FCI –  np. Buldog amerykański.
Aktualnie członkami federacji ACE są:
- Dansk Racehunden Union (DRU) z Danii,
- Nordwestdeutscher Rassehunde-Verband e.V (NRV) z Niemiec,
- Norges Hundar Landsforbund, który połączył się z Den Norske HundeClub (NHL) z Norwegii,
- Polski Klub Psa Rasowego z Polski,
- Svenska Hundklubben (SHK) ze Szwecji
- VšĮ Lietuvos Gyvūnų Augintojų Centras "LGAC" z Litwy
- oraz organizacja z Islandii.